# Arcuphantes keumsanensis
Arcuphantes keumsanensis är en spindelart som beskrevs av Paik och Seo 1984. Arcuphantes keumsanensis ingår i släktet Arcuphantes och familjen täckvävarspindlar. Inga underarter finns listade i Catalogue of Life.